# Paramormyrops hopkinsi
Paramormyrops hopkinsi är en fiskart som först beskrevs av Louis Taverne och Thys van den Audenaerde, 1985.  Paramormyrops hopkinsi ingår i släktet Paramormyrops och familjen Mormyridae. IUCN kategoriserar arten globalt som sårbar. Inga underarter finns listade i Catalogue of Life.